# Corazón (gastronomía)

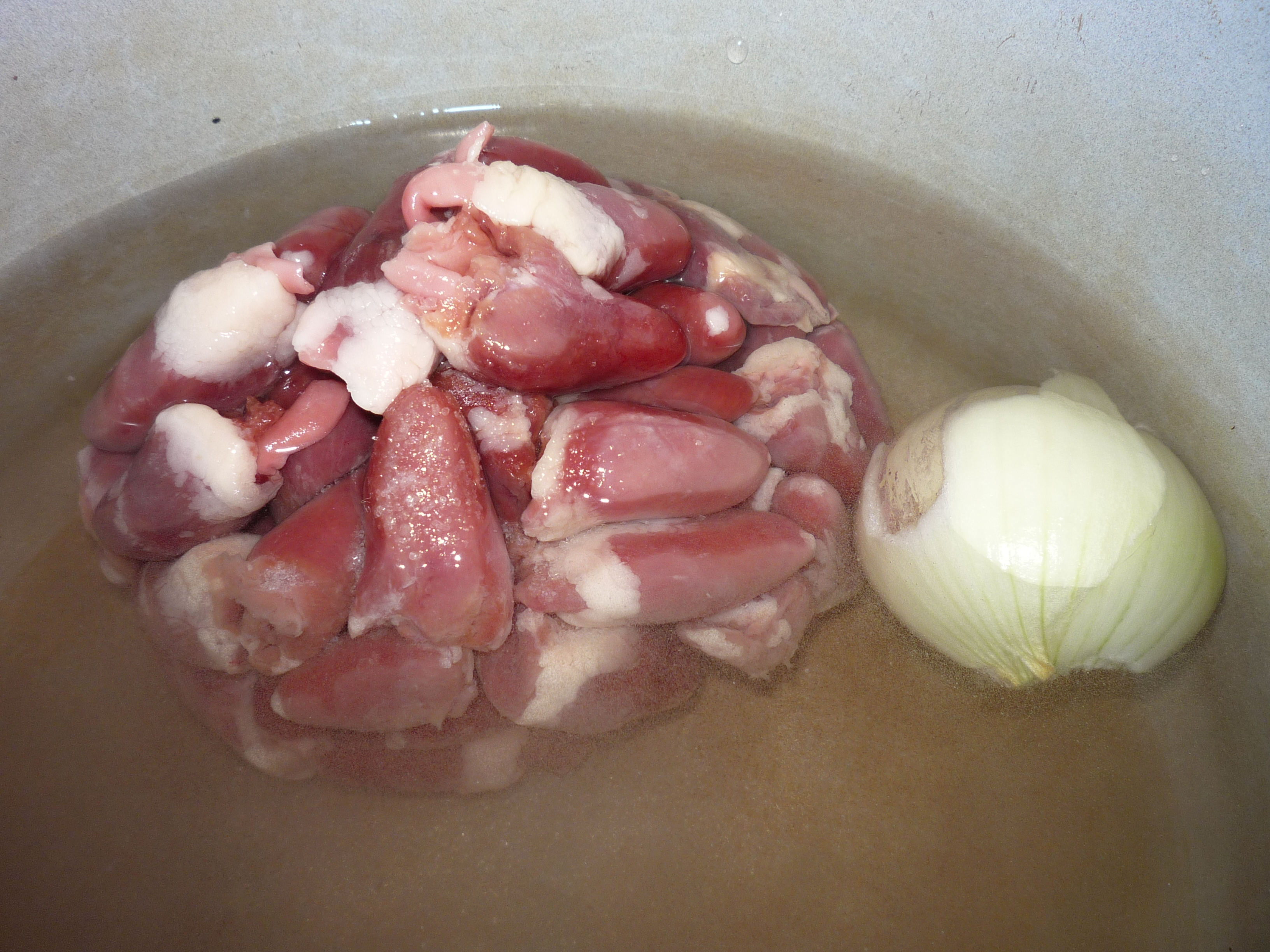
Sopa de corazones de pollo.

Los corazones de animales se consumen ampliamente como alimento. Como son músculos casi en su totalidad, tienen un alto contenido de proteínas. A menudo se incluyen en platos con otras achuras, por ejemplo, en el Kokoreç pan-otomano.
Los corazones de pollo se consideran menudencias y, a menudo, se asan en brochetas: hāto yakitori japonés, churrasco de coração brasileño, satay de corazón de pollo indonesio. También se pueden freír, como en la parrillada mixta de Jerusalén. En la cocina egipcia, se pueden utilizar finamente picados, como parte del relleno de pollo. Muchas recetas las combinaban con otras menudencias, como el pollo en menudencias mexicano y el ragu iz kurinyikh potrokhov ruso.

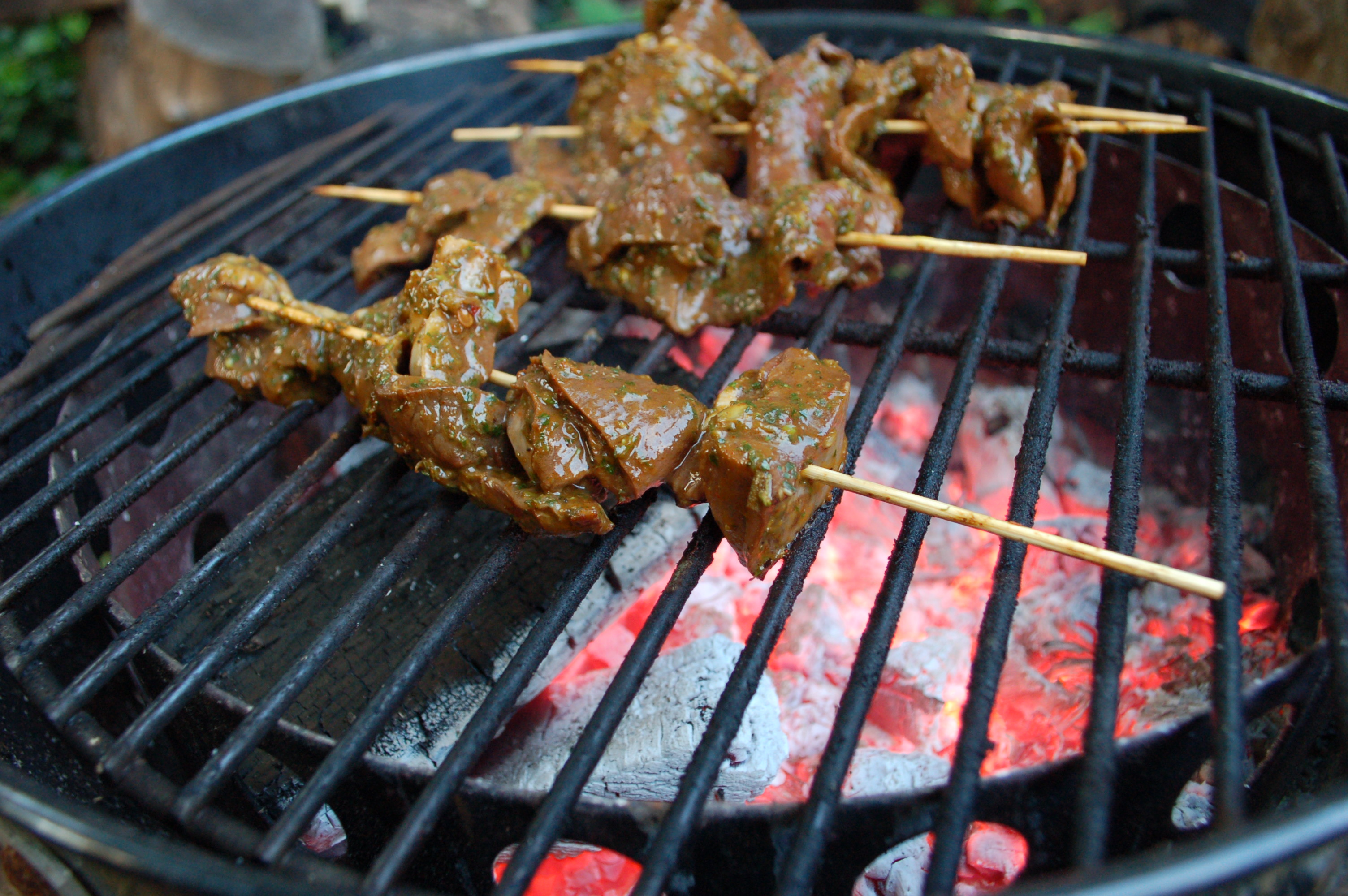
Anticuchos.

Los corazones de ternera, cerdo y cordero generalmente se pueden intercambiar en recetas. Como el corazón es un músculo que trabaja mucho, produce una carne «firme y bastante seca», por lo que generalmente se cocina a fuego lento. Otra forma de lidiar con la dureza es cortar la carne en juliana, como en el corazón salteado chino.
El corazón de res se puede asar a la parrilla o estofar. En los anticuchos de corazón peruanos, los corazones de res se asan a la parrilla después de ser tiernizados mediante un largo marinado en una mezcla de especias y vinagre. Una receta australiana de «imitación de ganso» es en realidad corazón de ternera relleno estofado.
El corazón de cerdo se cuece, se hace escalfado, estofado, o se convierte en salchicha. El oret balinés es una especie de morcilla elaborada con corazón y sangre de cerdo. Una receta francesa de cœur de porc à l'orange está hecha de corazón estofado con salsa de naranja.